# Yarmouth Castle
El SS Yarmouth Castle, construido como Evangeline, fue un barco de vapor estadounidense cuya pérdida en un desastroso incendio en 1965 provocó nuevas leyes sobre seguridad en el mar.
El barco fue el segundo de dos barcos gemelos construidos por la William Cramp & Sons Ship and Engine Building Company para la Eastern Steamship Lines para el servicio en la ruta Nueva York–Yarmouth, Nueva Escocia, operando en la práctica también desde Boston.
Durante la Segunda Guerra Mundial, el Evangeline fue entregado a la War Shipping Administration, que operaba todos los buques transoceánicos de los Estados Unidos y se utilizó principalmente como transporte de tropas del ejército. Eastern Steamship Lines retomó el control del barco el 1 de julio de 1946.
Tras un breve periodo de servicio, el barco fue puesto en amarre y vendido en 1954, bajo matrícula liberiana, operando desde Boston hasta Nueva Escocia y luego al mar Caribe. En 1963, el Evangeline fue vendido de nuevo, bajo matrícula panameña y rebautizado como Yarmouth Castle; el barco fue operado por Yarmouth Cruise Lines entre Miami y Nassau, Bahamas, desde 1964 hasta el desastre del 12 de noviembre de 1965.

## Hundimiento

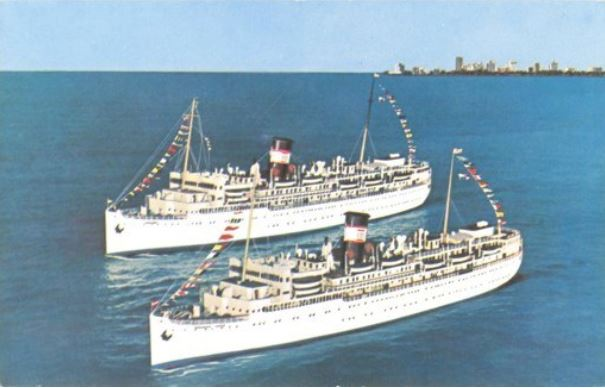
Dibujo del SS Yarmouth y SS Yarmouth Castle en 1961.

El Yarmouth Castle partió de Miami con destino a Nassau el 12 de noviembre de 1965, con 376 pasajeros y 176 tripulantes a bordo, un total de 552 personas. El barco tenía previsto llegar a Nassau al día siguiente. El capitán del viaje era Byron Voutsinas, de 35 años.
El incendio se inició poco después de la medianoche del 13 de noviembre en la habitación 610 de la cubierta principal. En el momento del incendio, la habitación se estaba utilizando como espacio de almacenamiento y contenía colchones, sillas y otros materiales combustibles. No había ningún rociador instalado en la habitación. No se pudo determinar el origen del incendio; puede haber sido causado por un cableado improvisado, chispas que entraron por la ventilación o por descuido.
Un vigilante hizo una patrulla de seguridad entre las 12:30 y las 12:50 am pero no logró verificar sistemáticamente todas las áreas del barco y detectar el incendio. En algún momento entre la medianoche y la 1:00 am la tripulación y los pasajeros comenzaron a notar humo y calor y comenzaron a buscar un incendio. Cuando lo descubrieron en la habitación 610 y el baño de arriba, ya había comenzado a propagarse y los intentos de combatir el fuego con extintores no fueron efectivos. Los intentos de activar una caja de alarma contra incendios también fueron infructuosos. El puente no se enteró del incendio hasta aproximadamente la 1:10 am. En ese momento, el Yarmouth Castle estaba a 120 millas al este de Miami y a 60 millas al noroeste de Nassau.
A la 1:00 am, la sala de máquinas alertó al puente de que salía humo a través del sistema de ventilación. El capitán fue convocado al puente, dio instrucciones a la tripulación para que hiciera sonar la alarma y partió para localizar el incendio. No se hicieron anuncios por el sistema de megafonía y no se activó la alarma general. La alarma general habría hecho sonar las campanas de alarma en todo el barco, alertado a los pasajeros y convocado al personal fuera de servicio a las zonas de emergencia.
Después de unos cinco minutos, el capitán regresó al puente y a la 1:20 am ordenó detener el barco. El oficial de radio no pudo enviar una llamada de socorro debido a las llamas y el humo en la sala de radio. El fuego obligó a la tripulación a abandonar el puente y el capitán dio orden de abandonar el barco alrededor de la 1:25 am. En este punto, la alarma general ya no pudo sonar y no pudieron emitir la señal completa de "abandono del barco" utilizando el silbato del barco.
El capitán se dirigió al bote salvavidas que contenía la radio de emergencia, pero no pudo alcanzarla. Él y varios miembros de la tripulación lanzaron otro bote salvavidas y abandonaron el barco alrededor de la 1:45 am. El capitán testificó más tarde que quería llegar a uno de los barcos de rescate para hacer una llamada de emergencia.
El resto de la tripulación se dispuso a alertar a los pasajeros e intentó ayudarlos a escapar de sus camarotes. Algunos pasajeros intentaron escapar por las ventanas de los camarotes, pero les resultó difícil o imposible abrirlas debido a un mantenimiento inadecuado. El sistema de rociadores se activó, pero fue en gran medida ineficaz debido a la gravedad del incendio. Los miembros de la tripulación intentaron combatir las llamas con mangueras, pero se vieron obstaculizados por la baja presión de los hidrantes. La investigación determinó más tarde que había más válvulas abiertas de las que podían manejar las bombas.
Aunque algunos botes salvavidas se quemaron y otros no pudieron ser lanzados debido a problemas mecánicos, la mitad de los botes del barco lograron llegar sanos y salvos. Los pasajeros que estaban cerca de la proa no pudieron llegar a los botes salvavidas, pero algunos fueron rescatados más tarde por botes de los barcos de rescate.
El carguero finlandés Finnpulp se encontraba a tan solo ocho millas por delante del Yarmouth Castle, también rumbo al este. A la 1:30 am, el oficial del barco notó que el Yarmouth Castle había disminuido significativamente su velocidad en la pantalla del radar. Mirando hacia popa, vio las llamas brillantes y notificó al capitán, John Lehto, que había estado durmiendo. Lehto ordenó inmediatamente al Finnpulp que diera la vuelta. El carguero se comunicó por radio con Nassau tres veces, pero no obtuvo respuesta. A la 1:36 am, el Finnpulp se comunicó con éxito con la Guardia Costera de los Estados Unidos en Miami. Fue la primera llamada de socorro enviada.
El transatlántico Bahama Star estaba siguiendo al Yarmouth Castle a unas doce millas de distancia. A las 2:15 am, el capitán Carl Brown notó que se elevaba humo y un resplandor rojo en el agua. Al darse cuenta de que se trataba del Yarmouth Castle, ordenó al barco que avanzara a toda velocidad. El Bahama Star se comunicó por radio con la Guardia Costera de los EE. UU. a las 2:20 am.
El primer barco que llegó al lugar fue el Finnpulp, que ayudó al primer bote salvavidas, que transportaba al capitán del Yarmouth Castle. Después de recoger a los pasajeros y a algunos miembros de la tripulación de ese bote, el carguero se dirigió a rescatar a más pasajeros del barco en llamas. El Finnpulp también puso a flote sus propios botes para rescatar a los pasajeros.
En ese momento, el Bahama Star ya había llegado al lugar. El barco se detuvo a 100 metros del Yarmouth Castle y lanzó los botes salvavidas, que se alinearon contra el costado de estribor del barco en llamas. Algunas personas saltaron al agua y subieron a los botes salvavidas. Otros bajaron por cuerdas y escaleras de cuerda. Desde el Finnpulp se bajó una lancha motora, que remolcó algunos de los botes hasta el Bahama Star.
A partir de las 2:30 de la madrugada, la Guardia Costera de Estados Unidos comenzó a enviar aviones y, más tarde, helicópteros para ayudar en el rescate. Las operaciones aéreas continuarían durante todo el día siguiente.
Todos los sobrevivientes habían sido rescatados a bordo del Finnpulp y el Bahama Star a las 4:00 am. El Yarmouth Castle volcó sobre su costado de babor poco antes de las 6:00 am y se hundió a las 6:03 am.
El pecio del naufragio no ha sido localizado, pero se cree que se encuentra a unos 3.300 metros de profundidad bajo el Atlántico.

## Secuelas
Catorce personas gravemente heridas fueron trasladadas en helicóptero desde el Bahama Star a hospitales de Nassau. El Bahama Star rescató a 240 pasajeros y 133 tripulantes. El Finnpulp rescató a 51 pasajeros y 41 tripulantes. Ambos barcos llegaron a Nassau el 13 de noviembre.
Ochenta y siete personas se hundieron con el barco y tres de los pasajeros rescatados murieron más tarde en los hospitales, lo que elevó el número final de muertos a 90. De los muertos, solo dos eran miembros de la tripulación: la azafata Phyllis Hall y el médico del barco Lisardo Díaz-Toorens. Si bien se recuperaron algunos cuerpos, la mayoría se perdió con el barco.
El incendio del Yarmouth Castle fue el peor desastre en aguas de América del Norte desde que el SS Noronic se quemó y se hundió en el puerto de Toronto con la pérdida de hasta 139 vidas en 1949.

## Investigación
La Guardia Costera de Estados Unidos inició una investigación sobre el hundimiento y publicó un informe de 27 páginas sobre el desastre en marzo de 1966.
La comisión de investigación concluyó que la causa inmediata del desastre fue la falta de detección temprana del incendio, a lo que contribuyeron la falta de patrullas de seguridad y de un rociador en la cámara 610. La construcción del barco, que contenía demasiado material inflamable, permitió que el fuego se propagara rápidamente sin control.
El elevado número de muertos se atribuyó al hecho de que no se utilizó inmediatamente la alarma general ni el sistema de megafonía para alertar a los pasajeros y a la tripulación. Se descubrió que las ventanas no habían recibido el mantenimiento adecuado, lo que impidió aún más la huida.
El informe culpa al capitán y a los oficiales que se encontraban en el lugar por no haber tomado medidas "firmes y positivas" para organizar la lucha contra el fuego y la evacuación de los pasajeros. Describe el abandono del barco por parte del capitán como "negligencia" y un "fracaso general a la hora de abordar y afrontar las dificultades". La junta señaló que, si bien los procedimientos de lucha contra el fuego del barco eran adecuados, la tripulación no los implementó correctamente.
El informe determinó que el Yarmouth Castle se hundió porque las puertas entre los compartimentos estancos no habían sido selladas, lo que permitió que el agua fluyera libremente desde los sistemas de extinción de incendios y de rociadores. Esto provocó que el Yarmouth Castle se inclinara y permitió que entrara más agua a través de los mamparos abiertos.
El Yarmouth Castle había pasado una inspección de seguridad y un simulacro de incendio tres semanas antes del hundimiento. Aunque no necesitaba cumplir con las normas de seguridad estadounidenses, ya que estaba registrado bajo la bandera panameña, tenía que cumplir con la normativa de seguridad de la vida en el mar (SOLAS), y era inspeccionado regularmente por la Guardia Costera de los Estados Unidos.
El desastre del Yarmouth Castle provocó la actualización de la ley de Seguridad de la Vida en el Mar (SOLAS). La ley actualizada trajo consigo nuevas normas de seguridad marítima, que exigen simulacros de incendio, inspecciones de seguridad y cambios estructurales en los nuevos barcos. Según SOLAS, cualquier barco que transporte más de 50 pasajeros durante la noche debe estar construido íntegramente con materiales no combustibles, como el acero. Se descubrió que la superestructura del Yarmouth Castle, en gran parte de madera, fue la principal causa de la rápida propagación del incendio.

## En la cultura popular
El cantautor canadiense Gordon Lightfoot escribió una canción basada en la tragedia. Llamada "Ballad of Yarmouth Castle", fue lanzada en su quinto álbum de United Artists, Sunday Concert, en 1969. Ese álbum, junto con otros lanzamientos de Lightfoot con United Artists, fue reeditado en una compilación de tres CD, The Original Lightfoot: The United Artists Years, en 1992. La balada no fue la única canción de Lightfoot con temática de naufragio; en 1976, lanzó su álbum Summertime Dream, que incluía la canción "The Wreck of the Edmund Fitzgerald", basada en el hundimiento del carguero de los Grandes Lagos con bandera estadounidense Edmund Fitzgerald en un vendaval de principios de noviembre de 1975.
El Evangeline aparece en la película de James Bond de 1962, Dr. No. Se le puede ver en el fondo durante una escena en la que Bond se encuentra con Quarrel en los muelles de Nassau.